# 尼德布龙莱班
尼德布龙莱班（法語：Niederbronn-les-Bains，法語發音：[nidəʁbʁɔn le bɛ̃]）是法国下莱茵省的一个市镇，属于阿格诺-维桑堡区。

## 地名
前缀“Nieder-”在德语中意为“下”，且该地与奥伯布龙（Oberbronn，前缀“Ober-”在德语中意为“上”）相连。

## 地理
尼德布龙莱班（48°57'0"N, 7°38'38"E）面积31.4 平方千米，位于法国大東部大區下莱茵省，该省份为法国大陆部分最东部的省份，是阿尔萨斯的一部分，今与上莱茵省组成了阿尔萨斯欧洲集体，其南至上莱茵省，西南接孚日省和默尔特-摩泽尔省，西接摩泽尔省，北与德国接壤，东侧沿莱茵河与德国相望。
与尼德布龙莱班接壤的市镇（或旧市镇、城区）包括：菲利普斯堡、当巴克、奥伯布龙、赖什索芬、万德斯坦。
尼德布龙莱班的时区为UTC+01:00、UTC+02:00（夏令时）。

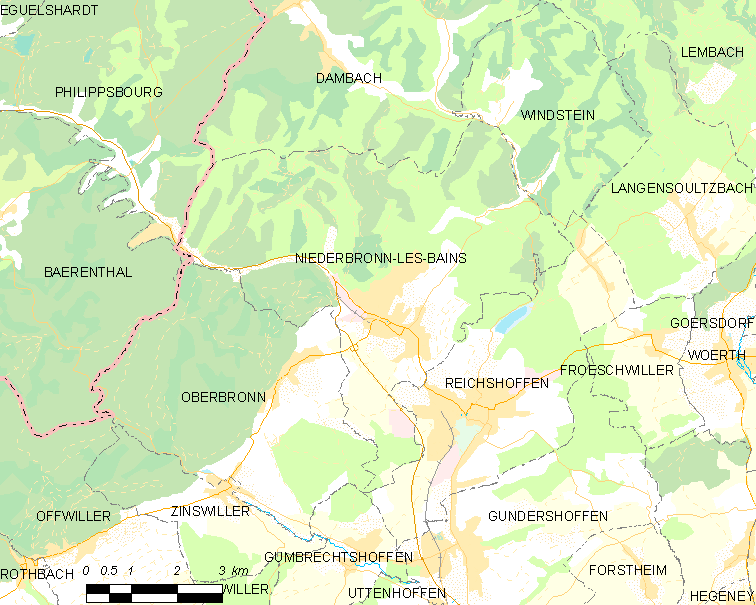
尼德布龙莱班的OSM定位图

## 行政
尼德布龙莱班的邮政编码为67110，INSEE市镇编码为67324。

## 政治
尼德布龙莱班所属的省级选区为賴什索芬縣。

## 交通
上莱茵省省道D28线、D653线、D662线和D1062线在此交汇。
尼德布龙站每天开行前往斯特拉斯堡的TER列车。

## 人口

1962-2008年间尼德布龙莱班人口变化图示

尼德布龙莱班于2022年1月1日时的人口数量为4372人。